# Debby Ryan

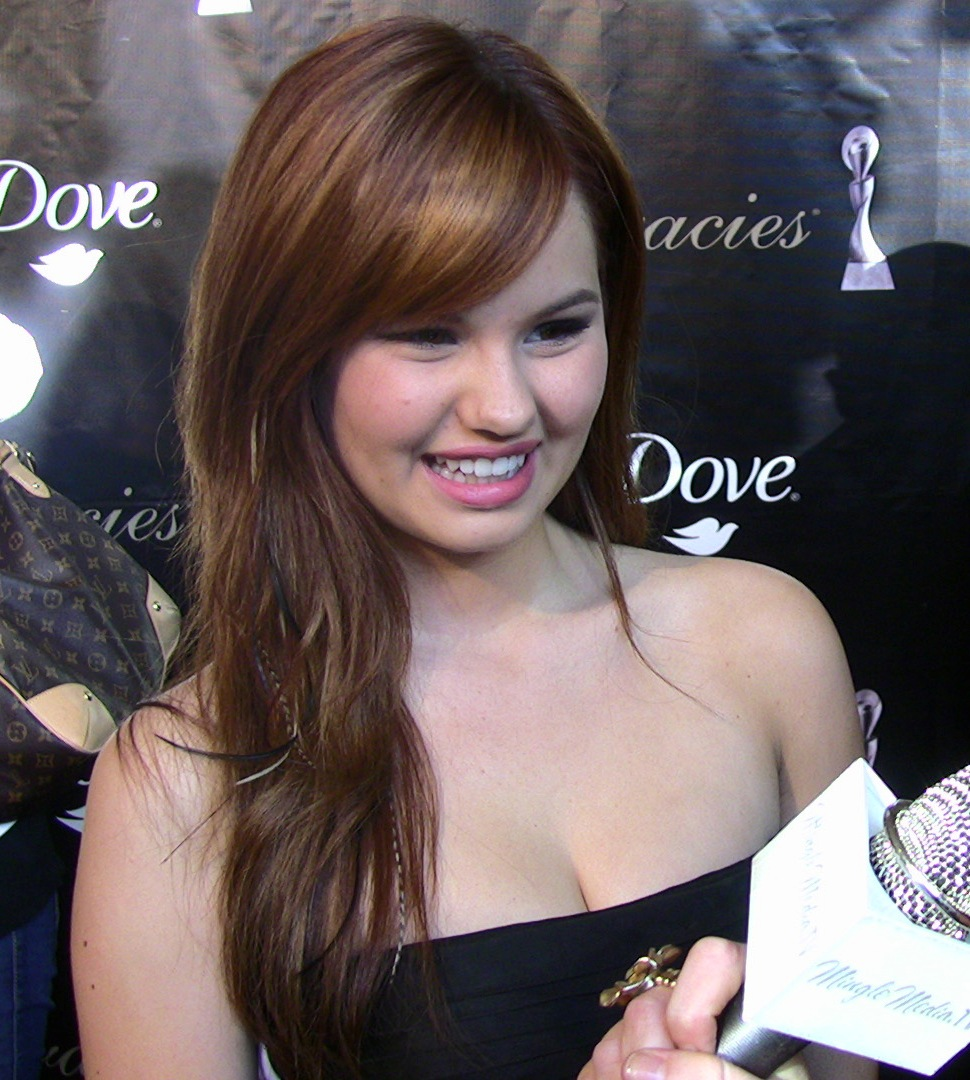
Debby Ryan (2011)

Debby Ryan, właśc. Deborah Ann Ryan (ur. 13 maja 1993 w Huntsville) – amerykańska aktorka i piosenkarka.

## Życiorys
Śpiewała w chórze kościelnym, grała w teatrze i występowała w konkursach talentów. Ma starszego brata Chase’a, który jest wokalistą i gitarzystą. W wieku 7 lat przeprowadziła się do Niemiec, gdzie zaczęła grać w teatrze, jednak trzy lata później wróciła do Stanów. W Suite Life: Nie ma to jak statek zagrała jedną z głównych postaci – Bailey Pickett. Aby podjąć się tej roli musiała opuścić Teksas i przeprowadzić się do Kalifornii. Debby gra na gitarze, elektrycznej i klasycznej, fortepianie i keyboardzie. Jej ulubionymi gatunkami muzycznymi są jazz, country, pop i indie z odrobiną alternative rock. Debby nagrała kilka piosenek do filmów w których wystąpiła, m.in. Made of Matches (do The Haunting Hour) oraz A Wish Comes True Everyday (do Szesnaście życzeń). Dnia 3 lipca 2011 ukazał się singiel We Ended Right nagrany wspólnie z bratem Debby Chasem Ryanem oraz Chadem Hivelyem.
10 stycznia 2012 przyleciała do Warszawy, aby promować serial Jessie; była m.in. gościem w programie Kawa czy herbata?. W tym samym roku zagrała w filmie Bunt FM (zagrała Tarę Adams).

## Życie prywatne
23 grudnia 2018 zaręczyła się z Joshem Dunem, perkusistą zespołu Twenty One Pilots. Pobrali się 31 grudnia 2019.

## Filmografia

### Filmy
- 2007: Barney: Let’s Go to the Firehouse jako nastolatka
- 2008: The Longshots jako Edith
- 2010: Szesnaście życzeń jako Abby Jensen
- 2010: A gdyby tak... jako Kimberly
- 2011: Nie ma to jak bliźniaki: Film jako Bailey Pickett
- 2012: Bunt FM jako Tara Adams
- 2013: Kristin’s Christmas Past jako Haddie
- 2017: Rip Tide jako Cora[3]
- 2018: Cover Versions jako Maple
- 2018: Każdego dnia jako Jolene

### Seriale
- 2008–2011: Suite Life: Nie ma to jak statek jako Bailey Pickett
- 2009: Czarodzieje z Waverly Place jako Bailey Pickett (odcinek z cyklu Wizards on Deck with Hannah Montana)
- 2009: Hannah Montana jako Bailey Pickett (odcinek z cyklu Wizards on Deck with Hannah Montana)
- 2011: R.L. Stine’s The Haunting Hour jako Stefani Howard (odc. 16 sezon 1)
- 2011: Prywatna praktyka jako Hailey (odc. „Who We Are”)
- 2011–2015: Jessie jako Jessie
- 2012: Zeke i Luther jako Courtney Mills
- 2012: Zbrodnie Palm Glade jako Christa Johnson
- 2012: Austin i Ally jako Jessie Prescott (crossover z Jessie)
- 2013: Powodzenia, Charlie! jako Jessie Prescott (crossover z Jessie)
- 2014: Oddział specjalny jako Jaden/Remix
- 2015: Dziewczyna poznaje świat jako Aubrey (1 odc.)
- 2015: Liv i Maddie jako Jessie Prescott (crossover z Jessie)
- 2015–2016: Tajemnice Laury jako Lucy Diamond (sezon 2)
- 2016: Sing It! jako Holli Holiday
- 2018–2019: Insatiable jako Patty Bladell

## Muzyka

### Single
| Rok  | Album                 | Piosenka                   | Dodatkowe informacje                                   |
| ---- | --------------------- | -------------------------- | ------------------------------------------------------ |
| 2009 | brak                  | Country Girl               | Piosenka z Suite Life: Nie ma to jak statek            |
| 2010 | 16 Wishes Soundtrack  | A Wish Comes True Everyday | z filmu Szesnaście życzeń                              |
| 2010 | 16 Wishes Soundtrack  | Open Eyes                  | Piosenka autorstwa Debby i jej brata.                  |
| 2010 | Santa Paws Soundtrack | Deck the Halls             | Nagrana na potrzeby filmu Santa Paws                   |
| 2010 | Disneymania 7         | Hakuna Matata              |                                                        |
| 2011 | brak                  | Made of Matches            | Piosenka Debby i jej brata z serialu The Haunting Hour |
| 2011 | brak                  | We Ended Right             | singiel                                                |
| 2012 | Disney Radio Rebel    | We Got the Beat            | Cover piosenki zespołu „The Go Go’s”                   |

## Wideo
- Greatest Story Ever Told (w Niemczech) – Tochter
- Nerd Law Series – Star Trek Nerd
- Not Alone – Invisible Girl
- A Wish Come True Every Day – nagrany na potrzeby filmu Szesnaście życzeń
- Deck the Halls – nagrany na potrzeby filmu Santa Paws
- Made of Matches – nagrany na potrzeby serialu RL Stine’s Hour Haunting: The Series
- We Got the Beat – nagrany na potrzeby filmu Radio Rebel

## Reklamy
- Game of Life: Twists and Turns (2007)
- iDog Amp'd (2007)